# Filadelfia (Costa Rica)
Filadelfia est une ville costaricienne, capital ainsi que premier district du canton de Carrillo, de la province de Guanacaste au Costa Rica.